# Związek Synarchiczny
Związek Synarchiczny – polskie ugrupowanie polityczne w okresie II Rzeczypospolitej.
Włodzimierz Tarło-Maziński, związany z masonerią, w maju 1924 utworzył Polski Związek Synarchiczny, w sierpniu 1928 przemianowany na Związek Synarchiczny. Do głównych działaczy należeli także Józef Jankowski i Stanisław Gaszyński. Do 1937 ugrupowanie nie przejawiało jednak szerszej działalności poza publikacyjną (pismo „Synarchista”, wychodzące od 1926 w Warszawie oraz różne wydawnictwa książkowe). W 1937 podjęto próby rozszerzenia działalności, m.in. poprzez powołanie Konfederacji Synarchicznej. W latach trzydziestych XX w. Tarło-Maziński usiłował przekonać do synarchizmu śląskie środowisko ONR.
Członkowie Związku Synarchicznego reprezentowali pogląd, że dla Polski najlepszym ustrojem byłaby synarchia, czyli połączenie głównej zalety ideologii liberalnych, tj. swobodnego rozwoju indywidualnego jednostek (który to rozwój w warunkach demokratycznych prowadzi do anarchii) z prawicowymi zasadami jedności państwa i silnych rządów. W praktyce uosobieniem tego związku miałby być synarcha – posiadacz pełnej władzy zwierzchniej. Przygotowaniem do ustroju synarchicznego byłaby monarchia konstytucyjna. Program gospodarczy zakładał udział robotników w zyskach przedsiębiorstw, odejście od złota jako miernika wartości na rzecz towarowej jednostki rozliczeniowej. 
W okresie II wojny synarchiści kontynuowali w konspiracji swoją działalność pod przywództwem najpierw Stefana Pachnowskiego, potem Wacława Dunin-Goździkowskiego. Wydawali pisma „Na Odwiecznym Szlaku Polski”, „Herold Polski” i „Robotnik w Walce”. Utrzymywali kontakty zarówno z ugrupowaniami narodowo-katolickimi (Front Odrodzenia Polski) jak liberalno-demokratycznymi. 